# Boborás
Boborás es un municipio español situado en la parte noroccidental de la provincia de Orense, en la comunidad autónoma de Galicia. Pertenece a la comarca de Carballino.

## Geografía humana

### Demografía
Cuenta con una población de 2199 habitantes (INE 2024).
| Gráfica de evolución demográfica de Boborás entre 1842 y 2021                                                         |
| |
| Población de derecho según los censos de población del INE. Población de hecho según los censos de población del INE. |

### Organización territorial
El municipio está formado por ciento doce entidades de población distribuidas en catorce parroquias:
- Albarellos (San Miguel)
- Astureses (San Julián)[6]
- Brués (San Pedro Félix)[3][7][8]
- Cameija[4] (San Martín)[9]
- Cardelle (San Silvestre)
- Feás (San Antonio)[10]
- Gendive[4] (San Mamed)[11]
- Jurenzás[4] (San Pedro)[12]
- Juvencos[4] (Santa María)[13]
- Lajas[4] (San Juan)[14]
- Moldes (San Mamed)[15]
- Moreiras (Santa Marina)[16]
- Pazos[4] (San Salvador)[5][17]
- Regueiro[4] (San Pedro)[3][18][19][5]